# Gymnocephalus acerina
Gymnocephalus acerina är en fiskart som först beskrevs av Gmelin, 1789.  Gymnocephalus acerina ingår i släktet Gymnocephalus och familjen abborrfiskar. IUCN kategoriserar arten globalt som livskraftig. Inga underarter finns listade i Catalogue of Life.